# 岩手県立大東高等学校
岩手県立大東高等学校（いわてけんりつ だいとうこうとうがっこう、英: Iwate Prefectural Daito High School）は、岩手県一関市大東町にある公立高等学校。

## 概要
1926年に開校した「私立摺沢家政女学校」を前身とする。1964年に現校名の「岩手県立大東高等学校」に改称した。

### 校訓
切磋琢磨 - 前身である私立摺沢家政女学校の開校以来、切磋琢磨の精神を継承し今日に至っている。生徒が固い友情の絆を結びながら文武両道を実践し、たくましく成長し、無限の可能性と大いなる未来を展いていくことを願っている。

### 校章
旧大東高校の校訓「切磋琢磨」を象徴する水晶を中央に、旧大原商業高校の象徴である大銀杏を外輪に配置。その内側には花つつじと大東と大原の「大」の字を兼ねた図案で固い絆を表している。銀杏は成長が早く強健で旺盛な生命力を表し、水晶は光と輝きを、つつじは生徒が多方面に広く大きく活躍し、羽ばたく姿を表現している。当校の歴史と伝統を継承し、地域に根をおろし、たくましい成長と大きく躍動することを表したものである。

## 沿革
- 1926年（大正15年）4月5日 - 私立摺沢家政女学校として開校[1][2]。
- 1948年（昭和23年）
  - 4月1日 - 「組合立岩手県摺沢高等学校[注 1]」に改称[1]。岩手県立摺沢高等学校定時制課程を併設。
  - 摺沢町、興田村、大原町、松川村に定時制分校を開設。
  - 11月1日 - 組合立岩手県摺沢高等学校を岩手県へ移管し、「岩手県立摺沢高等学校」に改称[1]。
- 1950年（昭和25年）4月1日 - 岩手県立摺沢高等学校定時制課程猿沢分校を設置。
- 1952年（昭和27年）4月1日 - 1952年度卒業生より定時制から昼間制に移行。
- 1954年（昭和29年）4月1日 - 全日制酪農科を開設[3]。
- 1964年（昭和39年） - 「岩手県立大東高等学校」に改称し、摺沢字観音堂[注 2]から現在地に移転[3]。大原分校に全日制商業科を開設[1]。
- 1973年（昭和48年） - 大原分校が「岩手県立大原商業高等学校」として独立[1]。
- 2005年（平成17年）9月20日 - 市町村合併に伴い、所在地が一関市大東町に変更。
- 2006年（平成18年）
  - 4月1日 - 大原商業高等学校を統合[1]し、当校は大東校舎、大原商業高校は大原校舎に移行（改称）[4]。
  - 4月5日 - 開校式と入校式を挙行[5]。
- 2007年（平成19年）3月31日 - 校舎制を廃止[4]。

## 設置学科
- 全日制課程
  - 普通科：1964年の開設で、定員は80人（2学級）
  - 情報ビジネス科：2006年の開設で、定員は40人（1学級）

出典：

### 廃止学科
- 全日制課程
  - 酪農科：1954年 - 1974年[3]
  - 商業科：1964年 - 1973年
- 定時制課程
  - 普通科：1948年 - 1950年代

## 教育目標
1. 知性を高め、豊かな心を磨き、理想の実現に向けて生涯にわたって学び続ける人間の育成。
2. 決してあきらめることなく努力を重ね、心身ともに健全で、広く国際的な視野を持ち、社会の発展に貢献する人間の育成。

出典：

## 部活動

### 運動部
- 硬式野球部（男子）
- バスケットボール部（男子）
- バレーボール部（男子）
- ソフトボール部（女子）
- ソフトテニス部（女子）
- 陸上競技部
- バドミントン部
- 卓球部
- 弓道部

### 文化部
- 音楽部
- 吹奏楽部
- 美術部
- ワープロ部
- 茶華道部

### 特設部
- 鹿踊部

出典：

### 廃止した部活動
運動部
- 剣道部[7][8]
- サッカー部[8]
- 柔道部[8]
- バスケットボール部女子（2020年度募集停止[9]、2021年度廃部[10]）
- バレーボール部女子（同上）
- ソフトテニス部男子（同上）

文化部
- 演劇部[8]
- A・I・M部[8]

## 付属施設
主な施設を掲載。
- 体育館
- 校庭（グラウンド）
- テニスコート
- 弓道場

## 生徒・学級数
1999年度以降の定員数・生徒数・学級数の推移。
| 年度               | 定員 | 生徒数 | 増減 | 学級数 | 増減 | 出典   | 備考                         |
| ------------------ | ---- | ------ | ---- | ------ | ---- | ------ | ---------------------------- |
| 1999（平成11）年度 | 200  | 不明   | 不明 | 15     | 0    | [ 11 ] |                              |
| 2000（平成12）年度 | 160  | 525    |      | 14     | －1  | [ 12 ] | 普通科定員200→160            |
| 2001（平成13）年度 | 160  | 465    | －60 | 13     | －1  | [ 13 ] |                              |
| 2002（平成14）年度 | 160  | 454    | －11 | 12     | －1  | [ 14 ] |                              |
| 2003（平成15）年度 | 160  | 454    | 0    | 12     | 0    | [ 15 ] |                              |
| 2004（平成16）年度 | 160  | 445    | －9  | 12     | 0    | [ 16 ] |                              |
| 2005（平成17）年度 | 160  | 442    | －3  | 12     | 0    | [ 17 ] |                              |
| 2006（平成18）年度 | 200  | 526    | 84   | 17     | 5    | [ 18 ] | 大原商業高と統合、情ビ科開設 |
| 2007（平成19）年度 | 160  | 478    | －48 | 15     | －2  | [ 19 ] | 普通科定員160→120            |
| 2008（平成20）年度 | 160  | 469    | －9  | 13     | －2  | [ 20 ] |                              |
| 2009（平成21）年度 | 160  | 463    | －6  | 12     | －1  | [ 21 ] |                              |
| 2010（平成22）年度 | 160  | 467    | 4    | 12     | 0    | [ 22 ] |                              |
| 2011（平成23）年度 | 160  | 439    | －28 | 12     | 0    | [ 23 ] |                              |
| 2012（平成24）年度 | 160  | 454    | 15   | 12     | 0    | [ 24 ] |                              |
| 2013（平成25）年度 | 160  | 452    | －2  | 12     | 0    | [ 25 ] |                              |
| 2014（平成26）年度 | 160  | 448    | －4  | 12     | 0    | [ 26 ] |                              |
| 2015（平成27）年度 | 160  | 414    | －34 | 12     | 0    | [ 27 ] |                              |
| 2016（平成28）年度 | 160  | 395    | －19 | 12     | 0    | [ 28 ] |                              |
| 2017（平成29）年度 | 160  | 358    | －37 | 12     | 0    | [ 29 ] |                              |
| 2018（平成30）年度 | 160  | 333    | －25 | 12     | 0    | [ 30 ] |                              |
| 2019（令和元）年度 | 120  | 280    | －58 | 11     | －1  | [ 31 ] | 普通科定員120→80             |
| 2020（令和2）年度  | 120  | 265    | －15 | 10     | －1  | [ 32 ] |                              |
| 2021（令和3）年度  | 120  | 223    | －42 | 9      | －1  | [ 33 ] |                              |
| 2022（令和4）年度  | 120  | 206    | －17 | 9      | 0    | [ 34 ] |                              |
| 2023（令和5）年度  | 120  | 170    | －36 | 9      | 0    | [ 35 ] |                              |

## アクセス
大東町摺沢地区の高台に位置している。

### 鉄道
- 摺沢駅（JR東日本・大船渡線）から車で5分、徒歩で約10分

### バス
- 「摺沢駅前」バス停（一関市営バス）から徒歩で約10分
- 「大東高校前」「摺沢四ツ角」バス停（岩手県交通）からそれぞれ徒歩で約7分、約10分

### 自動車
- 国道456号の摺沢郵便局前の交差点から市道経由で約3分

## 周辺
- 高校通公民館
- 一関市立摺沢保育園
- 国際医療福祉専門学校一関校大東校舎

## 出身者
大原商業高校の出身者も含む。
- 勝部修 - 一関市長
- こずかた治 - 小説家、コピーライター、演出家
- 中澤和志（大原商業高校） - 競艇選手